# アキ・ラー

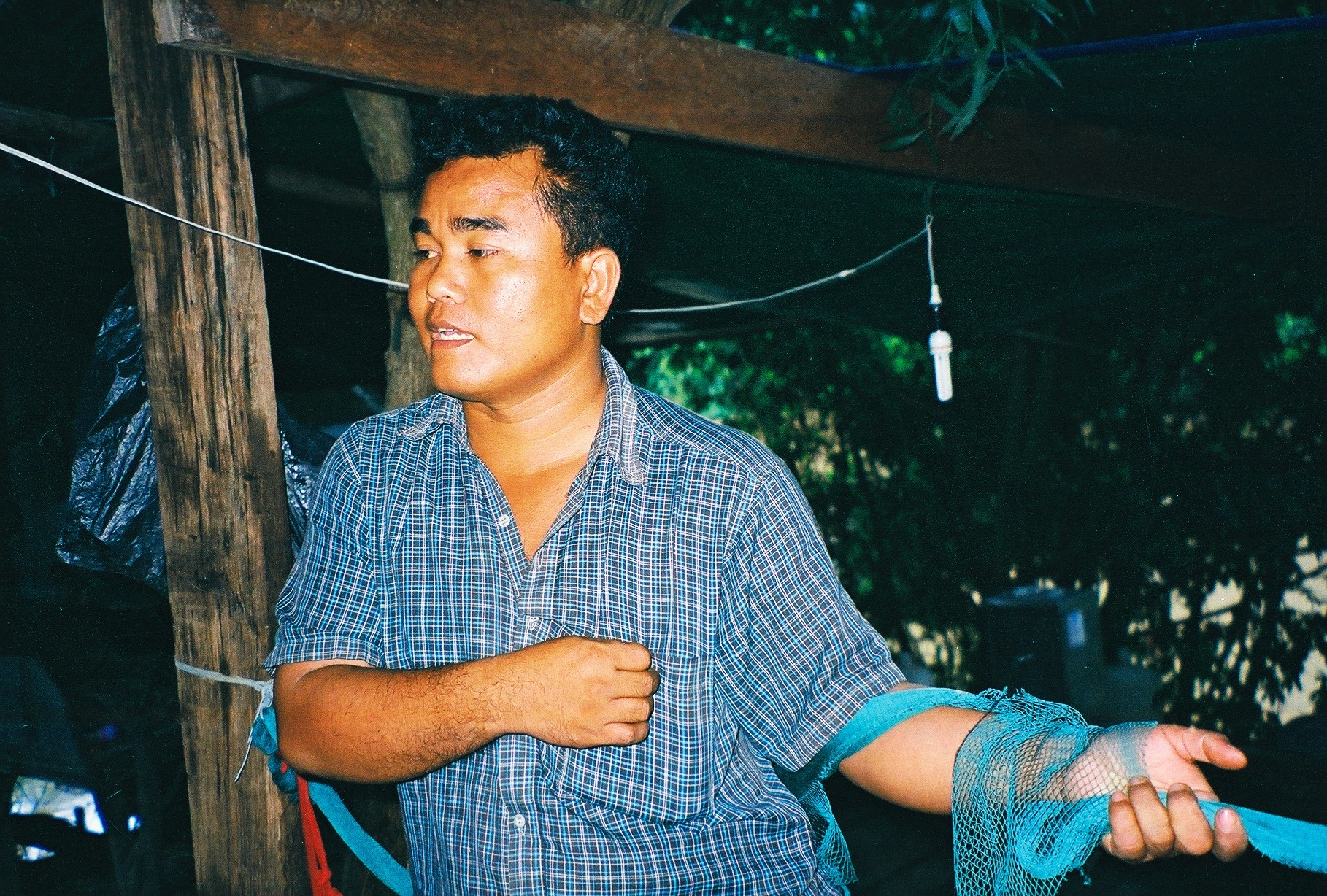
アキ・ラー

アキ・ラー（Aki Ra）は、カンボジアの地雷除去活動家。

## 略歴
1973年にカンボジア北西部のシェムリアップで生まれる。5歳の時に両親を殺され、10歳でクメール・ルージュの兵士として戦う。13歳の時に交戦中のベトナム兵に捕まり、ベトナム軍として今度はクメール・ルージュと戦った。20歳の時に戦争が終わる。この時、自分たちの仕掛けた地雷で多くの同胞が手足を失っている現実を眼にし、地雷除去の技術を独学で身につける。地雷や不発弾を集めた「地雷博物館」をシェムリアップ郊外で運営。さらに寄付を元に、手足を失った孤児の受け入れを行っている。
しかし、内戦終結とともに現地の軍幹部や地方政府が「戦争博物館」を開館し、かつての戦争の傷跡を展示して現政権の正当性を主張するとともに入場料を得ようとした。そこへの地雷などの無償提供を求められたアキ・ラーは拒否。役人は強制的にこれらを押収するとともに、アキ・ラーが地雷除去の国際的な資格を持っていないことを理由に活動の妨害に出た。しかし2006年に彼はこの資格を取得。その後、日本で著作が出版された他、テレビ番組内で彼の活動が紹介された。現在は、NGO団体CSHD（Cambodian Self Help Demining）を立ち上げ、25人の隊員と地雷撤去活動を行う。また、地雷博物館ではボランティアガイドが英語・日本語で訪れる人に自ら解説を行っている。
2018年8月27日、武器の不法所持の疑いで現地警察に拘束され、約一ヶ月後に釈放された。

## テレビ出演
- 中田英寿引退特別番組（2006年12月25日 テレビ朝日）
- 世界ウルルン滞在記（2007年2月11日 「命を懸けた畑作りに…向井理が出会った」）
- 世界まる見え!テレビ特捜部（2016年1月18日 日本テレビ「地雷除去にたった一人で挑んだ男」）
- 池上彰の現代史を歩く〜Walking through Modern History〜 (2018年9月16日　テレビ東京 「カンボジア内戦　謎の独裁者ポル・ポトとは？」)

## 著作一覧
- 『アキラの地雷博物館とこどもたち』三省堂、2005年9月。ISBN 4-385-36208-4。
  - 『密林少年〜Jungle Boy〜』著：深谷陽（集英社）：上記を原作としたコミカライズ作品。

## 交流
大阪府の松原市立松原中学校第68期生が、第二学年時に英語の授業で学習した文法等を駆使し、アキ・ラーへ手紙を送った。これは2014年5月10日（土）の毎日新聞で記事として取り上げられている。英語科の担当であった山崎寛己教諭は「みんな意欲的に取り組んでくれたと思います」と、生徒の頑張りをたたえている。なお、この手紙の返信は約一年後に帰ってきた。生徒らは「驚いた！」「国を超えてやりとりができるなんてすごい！」などと感想を述べている。
アキ・ラーの活動に共感し、彼が建設した学校で教育支援活動を行うなかよし学園の塾生が書いた作文が2018年度全国小・中学校作文コンクールにおいて千葉県の最優秀賞、全国では日本テレビ放送網賞を受賞し、2018年11月29日（木）の読売新聞で記事として取り上げられた。受賞作「戦争のない平和な世界を作りたい」ではアキ・ラーと共に元地雷原だった地を訪れ、マンゴーやココナッツの苗を一緒に植えたことを紹介。アキ・ラーから教えられた平和の意味を大勢の人に伝えていきたいと綴った。